# Științifico-fantasticul în Germania

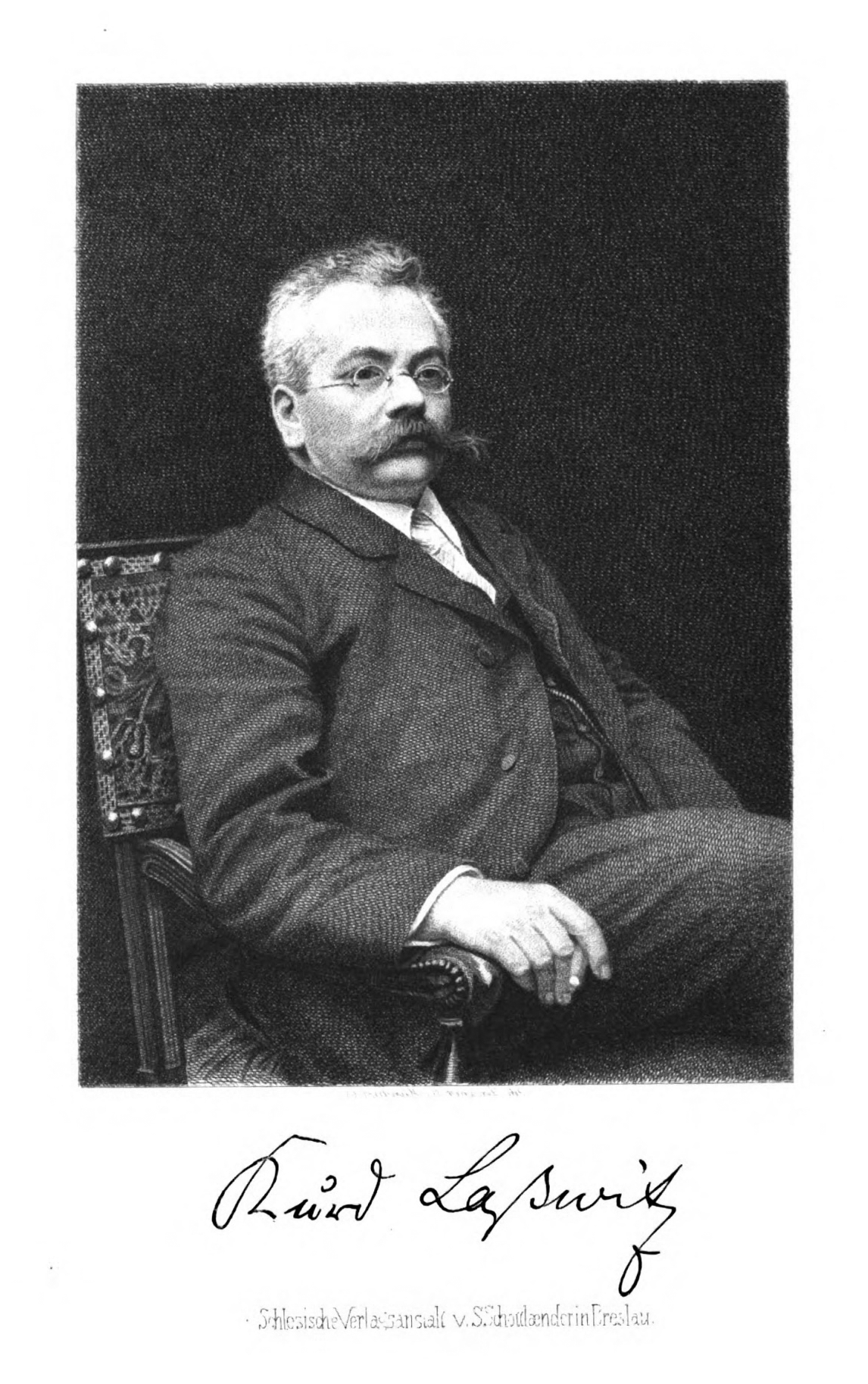
Kurd Lasswitz în 1903

Științifico-fantasticul în Germania este parte a științifico-fantasticului de limbă germană și are o istorie lungă și variată. Kurd Lasswitz  este considerat părintele literaturii germane științifico-fantastice. Cu toate că  impactul scriitorului Ernst Theodor Amadeus Hoffmann asupra științifico-fantasticului a fost trecut cu vederea, acesta a pus bazele uneia dintre cele mai durabile teme - cea a robotului.

## Istorie

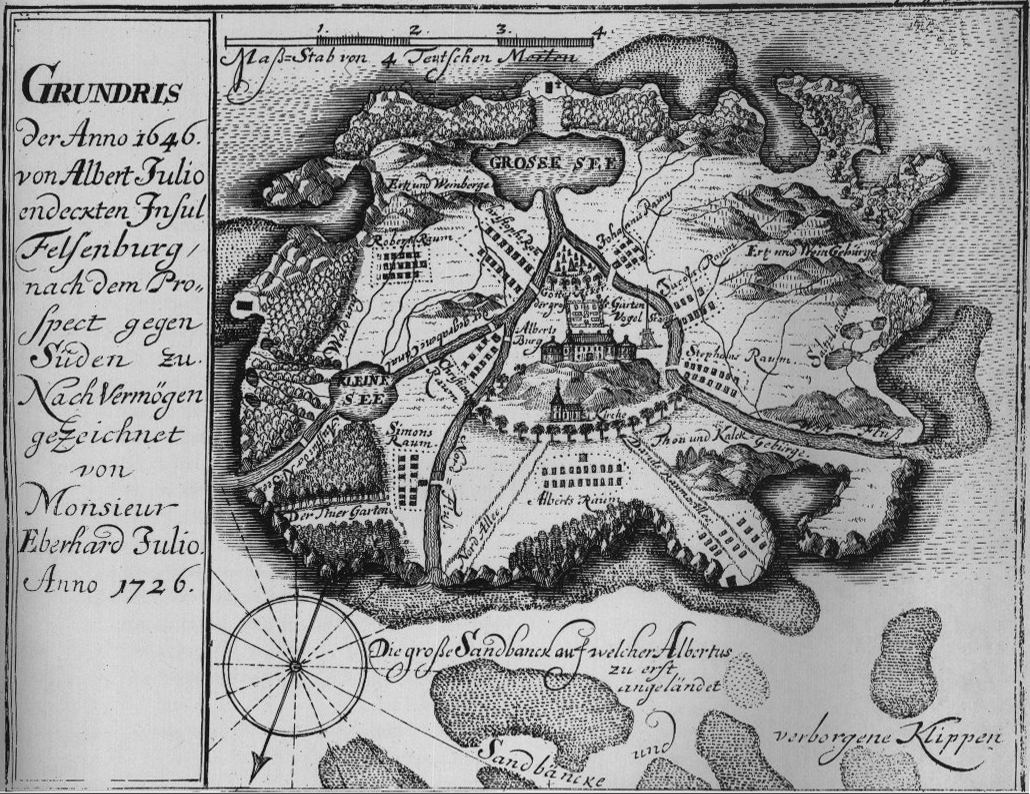
Harta insulei Felsenburg

Rădăcinile științifico-fantasticului german pot fi urmărite până în secolul al XVII-lea, când astronomul Johannes Kepler a scris Somnium  (1634 în limba latină, tradus în limba germană ca Traum von Mond 1898) despre viața de pe Lună.
Considerat o capodoperă a timpului său, romanul picaresc al lui Johann Jakob Christoffel von Grimmelshausen (1622-1676), care conține, între altele, romanul picaresc Der abenteuerliche Simplizissimus (1669) descrie o călătorie spre o utopie situată în centrul gol al Pământului.
În secolul al XVIII-lea a fost publicată  de către Johann Gottfried Schnabel (1692-1752) opera în 4 părți Wunderliche Fata einiger Seefahrer (în 1731-1743), mai cunoscută ca Insel Felsenburg (Insula Felsenburg). Această carte, foarte populară la vremea respectivă, a combinat elemente ale Utopiei, Robinsonadei și ale romanului de aventură episodică, și ar putea fi considerată cel mai timpuriu precursor german al aventurii științifico-fantastice. Alte romane din secolul al XVIII-lea și începutul secolului al XIX-lea sunt Dreyerley Wirkungen: Eine Geschichte aus der Planetenwelt  (Efecte Triple: O poveste din lumea planetelor", 8 volume 1789-1792), Die Affenkönige oder Die Reformation des Affenlandes (Regi sau Reforma țării maimuțelor, 1788) și Urani: Königin von Sardanopalien im Planeten Sirius (Urania: Regina Sardanopolului de pe planeta Sirius, 1790) - toate satire politice scrie de către Johann Friedrich Ernst Albrecht (1752-1814), care în mod normal a scris romane cu "cavaleri și tâlhari" și Die Schwarzen Brüder (1791-1795) de Heinrich Zschokke (1771-1848), o trilogie senzațională despre o societate secretă; al treilea roman are loc în secolul al XX-lea, când omenirea este folosită ca un fel de vite de extratereștri. O altă lucrare timpurie este Ini: Ein Roman aus dem 21. Jahrhundert (1810) de Iulius von Voss (1768-1832). Important pentru dezvoltarea științifico-fantasticului german a fost povestirea "Der Sandmann" (volumul unu al lucrării Nachtstücke - Nocturnele din 1816) de Ernst Theodor Amadeus Hoffmann, cel mai important autor al mișcării Schwarze Romantik (romantism negru) în Germania. Povestea, care a fost reptipărită de nenumărate ori, povestește despre dr. Coppelius, care construiește un automat sun forma unei ființe umane; este una dintre primele povestiri cu roboti. În timp ce nu a fost de acord cu afirmația lui E. F. Bleiler că E. T. A. Hoffmann a fost "unul dintre cei doi sau trei mari scriitori de fantezie", Algis Budrys de la Galaxy Science Fiction a spus că acesta  "a pus bazele uneia dintre cele mai durabile teme [SF]". Istoricul Martin Willis susține că impactul lui Hoffmann asupra științifico-fantasticului a fost trecut cu vederea, spunând că "lucrarea lui dezvăluie un scriitor dinamic implicat în dezbaterile științifice importante ale secolului al XIX-lea și începutul secolului al XIX-lea". Willis subliniază că opera lui Hoffmann este contemporană cu Frankenstein (1818).
Dar adevăratul pionier al științifico-fantasticului german a fost Kurd Lasswitz, profesor la Gymnasium Ernestinum din Gotha, care a scris cel mai important roman SF clasic german, Auf zwei Planeten (1897). Este povestea unei confruntări a culturilor umane și marțiene, acestea din urmă fiind superioară atât tehnic cât și etic. Lasswitz a considerat dezvoltarea etică ca fiind dependentă de dezvoltarea științifică și tehnologică, el a inclus previziuni tehnice impresionante: o stație spațială în formă de roată, drumuri rulante, materiale sintetice, celule solare și multe altele. Influențat de filosoful germanist idealist Immanuel Kant (1724-1804), lucrarea sa a fost didactică și s-a axat pe concepții filosofice pentru viitor. A publicat o serie de povestiri (Seifenblasen: Moderne Märchen în 1890 sau Nie und immer: Neue Märchen în 1902) și romane (Aspira în 1905 sau Sternentau în 1909).

În 1975, la Heyne Verlag a apărut Der Untergang der Stadt din Passau, cel mai mare succes literar al scriitorului Carl Amery (pseudonimul lui Christian Anton Mayer). Acesta este un roman științifico-fantastic post-apocaliptic - distopic care descrie ce s-a întâmplat după 1981 când o „epidemie“ nespecificată a lăsat foarte puținii supraviețuitori în lume. Romanul descrie diverse evenimente până în anul 2112, când are loc "Bătălia pentru Passau". Amery a mai scris alte două romane științifico-fantastice: Das Königsprojekt (1974) și An den Feuern der Leyermark. În ucronia Das Königsprojekt, Vaticanul primește de la Leonardo da Vinci o mașină a timpului; apoi un grup secret de oficiali ai Vaticanului încarcă să schimbe istoria în favoarea Bisericii Catolice.

## Scriitori
- Hans Joachim Alpers
- Carl Amery
- Jakob Arjouni
- Kurt Brand
- Andreas Brandhorst
- Mark Brandis
- Dietmar Dath
- Hans Dominik
- Walter Ernsting
- Andreas Eschbach
- H. G. Francis
- Otto Willi Gail
- Gisbert Haefs
- Ronald M. Hahn
- Thea von Harbou
- Markus Heitz
- Oskar Hoffmann
- Heike Hohlbein
- Wolfgang Hohlbein
- Wolfgang Jeschke
- Bernhard Kellermann
- Marko Kloos
- Hanns Kneifel
- Günther Krupkat (Nabou)
- Karsten Kruschel
- Kurd Lasswitz
- Kurt Mahr
- Michael Marrak
- Alexander Moszkowski
- Gudrun Pausewang
- Gert Prokop
- Jesco von Puttkamer
- Carlos Rasch
- Walther Rathenau
- Frank Schätzing
- K. H. Scheer
- Paul Scheerbart
- Karla Schmidt
- Paul Eugen Sieg
- Angela Steinmüller
- Karlheinz Steinmüller
- Michael Szameit
- Ayi Tendulkar

## Reviste
Terra - revistă din 1957 publicată  de editura Arthur Moewig din München. Au fost publicate ca Terra SF, între 1957-68, 555 de numere; ca Terra Extra, 1962-68, 182 de numere; ca Terra Nova, 1968-71, 190 de numere; ca Terra Astra, 1971-86, 643 de numere.
Utopia  - Utopia Zukunftsromane- revistă din 1953 - 1968, 596 de volume; publicată  de editura Erich Pabel, Rastatt.

## Premii
- Deutscher Science Fiction Preis  - Premiul Științifico-Fantasticului German
- Kurd Laßwitz Preis - Premiul Kurd Lasswitz - considerat cel mai important premiu SF german

## Filme
- Algol (film)
- Alone in the Dark (2005 film)
- Alraune (1928 film)
- Alraune (1930 film)
- Alraune (1952 film)
- Alraune, die Henkerstochter, genannt die rote Hanne
- Die Arche
- The Berliner (film)
- Blueprint (film)
- Bullyparade – Der Film
- The Cell
- The City of Lost Children
- Cloud Atlas (film)
- Contamination (film)
- Doomsday (2008 film)
- Dr. M (film)
- Eolomea
- F.P.1
- Fantastic Four (2005 film)
- First Spaceship on Venus
- Fluidø
- Frozen Alive (film)
- The Girl from Rio
- Gold (1934 film)
- Grain (film)
- The Hamburg Syndrome
- Hard to Be a God (1989 film)
- Hell (2011 film)
- High Life (2018 film)
- Hollow Man
- Homunculus (film)
- The House on the Moon
- Ice Planet (film)
- In the Dust of the Stars
- Iron Sky
- The Island of the Lost
- Joey (1985 film)
- Kamikaze 1989
- Kingz (film)
- Lost City Raiders
- The Lost Future
- Master of the World (1934 film)
- Melancholia (2011 film)
- Metropolis (1927 film)
- Das Millionenspiel
- The Mirror of the World
- Mission Stardust
- Mistress of the World
- Moon 44
- Mr. Nobody (film)
- Mute (2018 film)
- The Noah's Ark Principle
- Pandorum
- Resident Evil (film)
- Resident Evil: The Final Chapter
- The Return of Doctor Mabuse
- Scotland Yard vs. Dr. Mabuse
- The Secret of Dr. Mabuse
- A Sound of Thunder (film)
- Star Command (film)
- Teknolust
- The Thirteenth Floor
- Traumschiff Surprise – Periode 1
- The Tunnel (1915 film)
- The Tunnel (1933 French-language film)
- The Tunnel (1933 German-language film)
- Until the End of the World
- V for Vendetta (film)
- The Wall (2012 film)
- We (1982 film)
- The Wild Blue Yonder
- Woman in the Moon
- World on a Wire
- The World Without a Mask

## Serii TV
- Alpha 0.7 – Der Feind in dir
- Alpha Alpha
- Der Androjäger
- Das Blaue Palais
- Frank Herbert's Dune
- Ijon Tichy: Space Pilot
- Lexx
- Mission Terra
- Raumpatrouille – Die phantastischen Abenteuer des Raumschiffes Orion
- Star Maidens
- Sternensommer
- Telerop 2009 – Es ist noch was zu retten
- Unterwegs nach Atlantis (TV series)
- Die Wächter

## Jocuri video
- Black Prophecy
- Crysis (2007) - dezvoltat de Crytek
- Crysis 2
- Crysis 3
- Robinson: The Journey  (2016)

## Fan-cluburi
- SF-Club Andymon din Berlin.[17] Cu acest club revista Anticipația CPSF a făcut un schimb cultural de imagini. Coperțile unor numere ca 539, 540, 542-543 sau 544-545 sunt realizate de membrii ai fan-clubului din Berlin. (Hubert Schweizer, etc)

## Vezi și
- Științifico-fantasticul în Austria